# Wilhelminaziekenhuis (Doetinchem)
Het Wilhelminaziekenhuis is een van de voormalige ziekenhuizen in Doetinchem.
Het stond in de omgeving van de Raadhuisstraat waar nu de bibliotheek staat. Vroeger was dit onderdeel van de Varsseveldseweg. In 1965 verhuisde het naar nieuwbouw aan de Kruisbergseweg in de Kruisbergse bossen.
Het Wilhelminaziekenhuis fuseerde in 1975 met het Sint Jozefziekenhuis, eveneens in Doetinchem. De gefuseerde ziekenhuizen kregen de naam Slingeland Ziekenhuis.